# Bisdom Rockville Centre
Het bisdom Rockville Centre (Latijn: Dioecesis Roffensis) is een rooms-katholiek bisdom met als zetel Rockville Centre, een dorp in de gemeente Hempstead, in de Amerikaanse staat New York. Het bisdom is suffragaan aan het aartsbisdom New York. 

## Geschiedenis
Het bisdom werd opgericht op 6 april 1957, uit delen van het bisdom Brooklyn.

## Parochies
Het bisdom had in 2022 een oppervlakte van 18.400 km2 en telde 2.923.000 inwoners waarvan 51,3% rooms-katholiek was.

## Bisschoppen
- Walter Philip Kellenberg (16 april 1957 - 3 mei 1976)
  - Vincent John Baldwin (hulpbisschop: 4 juni 1962 - 5 juni 1979)

- John Raymond McGann (3 mei 1976 - 4 januari 2000; hulpbisschop sinds 12 november 1970)
  - Gerald Augustine John Ryan (hulpbisschop: 28 februari 1977 - 4 juni 1985)
  - James Joseph Daly (hulpbisschop: 28 februari 1977 - 1 juli 1996)
  - Alfred John Markiewicz (hulpbisschop: 1 juli 1986 - 22 november 1994)
  - Emil Aloysius Wcela (hulpbisschop: 21 oktober 1988 - 3 april 2007)
  - John Charles Dunne (hulpbisschop: 21 oktober 1988 - 22 juni 2013)
- James Thomas McHugh (4 januari 2000 - 10 december 2000; coadjutor sinds 7 december 1998)
- William Francis Murphy (26 juni 2001 - 9 december 2016)
  - Paul Henry Walsh (hulpbisschop: 3 april 2003 - 17 augustus 2012)
  - Peter Anthony Libasci (hulpbisschop: 3 april 2007 - 19 september 2011)
  - Nelson Jesus Perez (hulpbisschop: 8 juni 2012 - 11 juli 2017)
  - Robert John Brennan (hulpbisschop: 8 juni 2012 - 31 januari 2019)
  - Andrzej Jerzy Zglejszewski (hulpbisschop: 11 februari 2014 - heden)
- John Oliver Barres (9 december 2016 - heden)
  - Richard Garth Henning (hulpbisschop: 8 juni 2018 - 23 november 2022)
  - Robert Joseph Coyle (hulpbisschop: 20 februari 2018 - heden)
  - Luis Miguel Romero Fernández (hulpbisschop: 3 maart 2020 - heden)

## Galerij van afbeeldingen

Wapen van het bisdom
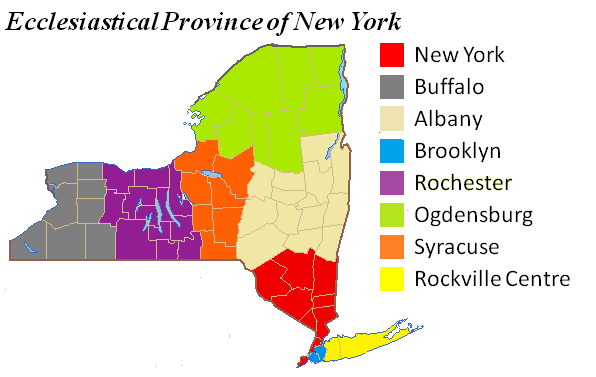
Kerkprovincie met aartsbisdom en suffragane bisdommen

New York (aartsbisdom) · Albany · Brooklyn · Buffalo · Ogdensburg · Rochester · Rockville Centre · Syracuse